# Sofia Loréus
Sofia Loréus est une femme politique haïtienne. Elle a été ministre à la Condition féminine et aux Droits des femmes entre 2021 et 2024. Marie-Françoise Suzan lui succède en août 2024.

## Biographie
Elle est nommée 21 juillet 2021 ministre à la Condition féminine et aux Droits des femmes par le Premier ministre Ariel Henry.
Le 21 novembre 2022, à son initiative, le ministère lance une formation à destination des agents de la ligne d’urgence nationale 8919 contre les violences visant les femmes.
Le 8 mars 2022, avec le soutien de l'ONU, elle participe avec son ministère à la célébration de la Journée internationale des femmes.

## Distinction
Le 3 avril 2022, avec d'autres personnalités féminines, elle est récompensée lors de la Journée nationale de la lutte féministe en Haïti, organisée par les « Madan Sara d’Haïti » et l’Association Fanm Kore Fanm.